# خانوق
الخانوق (بالإنجليزية: croup)‏ أو التهابُ الحَنْجَرَةِ والرُّغامَى والقَصَبات (باللاتينية: laryngotracheobronchitis) هو حالة تصيب الجهاز التنفسي تحدث عادةً بعد تأثر الجهاز التنفسي العلوي بإصابة فيروسية حادة. الإصابة تؤدي إلى تورم داخل الحلق مما يتعارض مع التنفس الطبيعي وينتُج عنه الأعراض المعتادة للسعال النباحي، الصرير، والبحة في الصوت. قد تنتج عنه أعراض بسيطة أو متوسطة أو شديدة، والتي غالباً ما تزداد سوءاً في المساء. يعالَج عادة بجرعة واحدة من الستيرويدات التي تؤخذ عن طريق الفم، وأحياناً في الحالات الأكثر شدة يستخدم الإبينيفرين الذي يُستنشَق عن طريق الأنف. نادراً ما يُتطلب العلاج في المستشفى
يتم تشخيص الخانوق على أسس سريرية، حين يتم استبعاد عدد أكبر من المسببات الحادة للأعراض (أي بمعنى: التهاب لسان المزمار، أو جسم غريب في مجرى الهواء). مزيد من التحقيقات؛ مثل اختبارات الدم، الأشعة السينية، واستنباتات الفيروس، عادة ما تكون غير مطلوبة. يعد الخانوق حالة شائعة نسبياً تصيب حوالي 15% من الأطفال في مرحلة ما، والعمر الأكثر شيوعاً يمتد بين ال 6 أشهر و 5-6 سنوات. تقريباً لم تُسجل أي حالة في المراهقين أوالبالغين.
قبل مجيء التطعيم، كثيراً ما كان ينجم الخانوق عن بكتريا الخناق، وكان في الغالب قاتلاً. لقد أصبح هذا السبب تاريخياً في العالم الغربي بسبب نجاح لقاح البكتيريا وتحسين معايير النظافة والمعيشة.

## العلامات والأعراض
الخانوق يتميز بالسعال النباحي، الصرير، البحة في الصوت، وصعوبة التنفس التي غالباً ما تزداد سوءاً في المساء. السعال النباحي غالباً ما يوصف بما يشبه صوت الفقمة أو أسد البحر. الصرير يزداد سوءاً بواسطة الهياج أو البكاء، وإن كان بالإمكان سماعه وقت الراحة فإن ذلك قد يشير إلى تضيق حرج في الشعب الهوائية. مع تفاقم الخانوق، قد يقل الصرير إلى حد كبير.
تشمل الأعراض الأخرى الحمى، الزكام (الأعراض المعتادة لنزلات البرد)، وحركة جدار الصدر إلى الأسفل.الترويل أو المظهر المريض للغاية يشيران إلى حالات طبية أخرى.

## الأسباب
عادةً ما يُعدّ الخناق ناتجاً عن عدوى فيروسية 09-5. يستخدم الآخرون المصطلح على نطاق أوسع، ليشمل التهاب  الحنجرة والرغامى الحاد، الخانوق التشنجي، الخانوق الحنجري، التهاب الرغامى أو القصبة الهوائية البكتيري، التهاب الحنجرة والرغامى والقصبات بالإضافة إلى الالتهاب الرئوي. تشمل الحالتان الأولتان عدوى فيروسية وعادة ما تكونان أكثر اعتدالاً فيما يتعلق بالأعراض، أما الحالات الأربعة الأخيرة فهي تنجم عن عدوى بكتيرية وغالباً ما تكون أكثر شدة.

### فيروسي
الخناق الفيروسي أو التهاب الحنجرة والرغامى الحاد ينجم عن فيروس نظير الإنفلونزا، في المقام الأول الأنواع 1 و 2، في %75 من الاسباب  تشمل الأسباب الفيروسية الأخرى إنفلونزا A وB، الحصبة، الفيروس الغدّي، الفيروس المخلوي التنفسي. الخانوق التشنجي يتسبب من قبل المجموعة نفسها من الفيروسات التي يتسبب عنها التهاب الحنجرة والرغامى الحاد، لكنه يفتقر إلى العلامات المعتادة للعدوى (مثل الحمى، احتقان الحلق، وزيادة عدد خلايا الدم البيضاء). العلاج، والاستجابة للعلاج، هما أيضاً شبيهان بذلك.

### بكتيري
الخانوق البكتيري يمكن تقسيمه إلى الخناق الحنجري، التهاب الرغامى البكتيري، التهاب الحنجرة والرغامى والقصبات، والالتهاب الرئوي الذي يصاحبه التهاب الحنجرة والرغامى والقصبات. الخانوق الحنجري تسببه البكتيريا الوتدية الخناقية، في حين أن التهاب الرغامى البكتيري، التهاب الحنجرة والرغامى والقصبات، والالتهاب الرئوي الذي يصاحبه التهاب الحنجرة والرغامى والقصبات، جميعا تنجم بشكل رئيس عن عدوى فيروسية بالإضافة إلى النمو الجرثومي بشكل ثانوي. البكتيريا المسببة الأكثر شيوعاً هي العنقودية الذهبية، العقدية الرئوية، المستدمية النزلية، المُوراكْسِيلَّة (جنس من الجراثيم من فصيلة النيسيبيريات 

## الفيزيولوجيا المرضية
العدوى الفيروسية التي تسبب الخانوق تؤدي إلى تورم في الحنجرة والقصبة الهوائية  والشعب الهوائية الكبيرة، بسبب تسلل خلايا الدم البيضاء (خاصة المنسجات، الخلايا الليمفاوية، الخلايا البلازمية، والعدلات). التورم ينتج عنه انسداد مجرى الهواء، الذي إن أصبح كبيراً فإنه سيؤدي إلى زيادة ملحوظة في جهد التفس واضطراب مميز، بالإضافة إلى تدفق الهواء بصخب وهذا ما يعرف بالصرير.

## التشخيص
الخانوق يُشخّص سريرياً. تتمثل الخطوة الأولى في استبعاد الظروف المعيقة الأخرى في مجرى الهواء العلوي، خاصة التهاب لسان المزمار، وجود جسم غريب في مجرى الهواء، تضيق تحت المزمار، وذمة وعائية، خراج خلف البلعوم، والتهاب القصبات البكتيرية.
الأشعة السينية التي تؤخذ أمامياً للرقبة لا يتم تنفيذها بشكل روتيني، لكن إن تم إجراؤها، فإنها قد تُظهر تضيّق ملحوظ في القصبة الهوائية يدعى علامة برج الكنيسة، بسبب تضيق تحت المزمار، والذي يشبه برج الكنيسة. علامة برج الكنيسة أو الصليب تشير إلى التشخيص غير أنها غائبة في نصف الحالات.
تم تثبيط تحقيقات أخرى (مثل فحوصات الدم والاستنباتات الفيروسية) وذلك لأنها تسبب تهيجاً لا لزوم له، وبالتالي تفاقم الضغط على مجرى الهواء الخطر. في حين أن الأوساط الفيروسية، والتي يتم الحصول عليها عن طريق الشفط الأنفي البلعومي، يمكن استخدامها للتحقق من السبب الأكيد، لكنها غالباً ما تكون مقيدة في شروط البحث. في حال عدم تحسن الشخص مع العلاج النموذجي والمعياري فإن العدوى البكتيرية ينبغي أن تؤخذ في عين الاعتبار، وهنا لابد من إجراء المزيد من التحقيقات.

### الخطورة
النظام الأكثر شيوعاً لتصنيف شدة الخانوق هو نظام «ويسلي». يستخدم هذا النظام في المقام الأول لأغراض البحث وليس في الممارسة السريرية. وهو عبارة عن مجموع النقاط المخصصة لخمسة عوامل: مستوى الوعي، الزرقة، الصرير، دخول الهواء، والانقباضات. النقاط الممنوحة لكل عامل تم إدراجها في الجدول، وتتراوح النتيجة النهائية من 0 إلى 17. .
- النتيجة الإجمالية ≤ 2 تشير إلى خانوق بسيط. السعال النباحي الملحوظ والبحة في الصوت قد يكونان موجودان، ولكن لا يوجد صرير في وضع الراحة.[7]
- النتيجة الإجمالية 5-3 تشير إلى خانوق معتدل. يظهر مع مع صرير يُسمع بسهولة، مع علامات أخرى قليلة.[7]
- النتيجة الإجمالية 11-6 تشير إلى خانوق شديد. يظهر مع صرير واضح، ويتميز بحركة جدار الصدر للأسفل.[7]
- النتيجة الإجمالية ≥ 12 تشير إلى فشل الجهاز التنفسي وشيكة. السعال النباحي والصرير قد لا يكونان بارزان في هذه المرحلة.[7]

85٪ من الأطفال الذين يحضرون إلى قسم الطوارئ يعانون من المرض بدرجته البسيطة؛ الخانوق الشديد نادر (<1٪).

## الوقاية
تم منع العديد من حالات الخانوق عن طريق التحصين ضد الإنفلونزا والخانوق. في مرة من الزمان، تم تشخيص الخانوق على أنه مرض خناقي، ولكن مع التلقيح، الخانوق الآن يُعد أمراً نادر الحدوث في العالم المتقدم.

## العلاج
الأطفال الذين يعانون من الخانوق يتم عموماً الحفاظ عليهم هادئين قدر الإمكان. يتم إعطاء الستيرويدات بشكل روتيني، بالإضافة إلى الإبينيفرين الذي يستحدم في الحالات الشديدة. الأطفال الذين تقل لديهم نسبة تشبع الأكسجين عن %92 يجب أن يحصلوا على أكسجين، وأولئك الذين يعانون من خانوق شديد قد يتم إرسالهم إلى المستشفى للمراقبة. إذا كانت هنالك حاجة للأكسجين، يوصى بإدارة تتمثل في حمل مصدر أوكسجين قرب وجه الطفل، ذلك لأنها تسبب تهيجاً أقل من استخدام القناع. مع العلاج، يتطلب أقل من %0.2 من الناس إدخال أنبوب داخل الرغامى.

### الستيرويد
الستيرويدات القشرية (الكورتيكوستيرويدات/الهرمونات المنشطة)، مثل ديكساميتازون وبوديسونايد، لقد ثبت أنها تساهم في تحسين النتائج في الأطفال الذين يعانون من الخانوق بجميع درجات شدته. الراحة الملحوظة يتم الحصول عليها بعد ست ساعات من الإدارة العلاجية. بالمقارنة مع هذه الفعالية عند العلاج عن طريق الفم، فإن أخذه حقناً، أو عن طريق الاستنشاق، يبقى طريق الفم هو المفضل. إن جرعة واحدة هي عادة كل ما هو مطلوب، ويعتبر ذلك عموماً آمناً تماماً. ديكساميثازون بجرعات من 0.15، 0.3 و 0.6 ملغ / كغ جميعهم على قدر متساو من الفعالية.

### الإبينيفرين
الخانوق المعتدل إلى الخانوق الشديد يمكن علاجه مؤقتاً بواسطة رذاذ الابنفرين. في حين أن الإبينيفرين يُنتج عادةً انخفاضاً في شدة الخانوق في غضون 30-10 دقيقة إلا أن فوائده تبقى فقط لحوالي ساعتين. في حال بقيت الحالة متحسنة لمدة 4-2 ساعات بعد العلاج، ولم تنشأ أو تظهر أية مضاعفات أخرى، عادة ما يخرج الطفل من المستشفى.

### غيرها
بينما تمت دراسة علاجات أخرى للخانوق، لاشيء منها قدم ما يكفي من الأدلة لدعم استخدامها. استنشاق البخار الساخن أو الهواء الرطب يعد العلاج التقليدي في الرعاية-الذاتية، ولكن فشلت الدراسات السريرية لإظهار الفعالية وحاليا نادراً ما يتم استخدامه. إن استخدام أدوية السعال، والتي عادة ما تحتوي على ديكسترومثورفن و/ أو جوايفينيسن، لقد تم تثبيطه أيضاً. في حين أن تنفس الهيليوكس (خليط من الهيليوم والأكسجين) لتقليل عمل التنفس قد استخدم في الماضي، إلا أن هنالك القليل من الأدلة لدعم استخدامها. باعتبار أن الخانوق غالباً ما يكون مرضاً فيروسياً، فإنه لا يتم استخدام المضادات الحيوية إلا إذا تم الاشتباه بالعدوى البكتيرية الثانوية. في الحالات المحتملة للعدوى البكتيرية الثانوية فإنه ينصح بالمضادات الحيوية فانكومايسين والسيفوتاكسيم. وفي الحالات الشديدة المرتبطة بمرض إنفلونزا A أو B، يمكن استخدام مثبطات النورامينيداز المضادة للفيروسات.

## تطور المرض
الخانوق الفيروسي عادة ما يكون مرضاً محدود ذاتياً، نصف حالاته تختفي في يوم واحد و 80٪ من الحالات تختفي في غضون يومين. من الممكن، في حالات نادرة جداً، أن يؤدي إلى الموت من فشل في الجهاز التنفسي و/ أو السكتة القلبية. الأعراض عادة ما تتحسن خلال يومين، ولكن قد تستمر لمدة تصل إلى سبعة أيام. تشمل المضاعفات الأخرى غير الشائعة القصبات البكتيرية، والالتهاب الرئوي، والوذمة الرئوية.

## الفئات المتأثرة بالمرض
يؤثر الخانوق على حوالي 15٪ من الأطفال، وعادة ما يظهر في الأطفال الذين تتراوح أعمارهم بين الستة أشهر و 5-6 سنوات. وهو يشكل نحو 5٪ من حالات دخول المستشفيات في هذه الفئة من السكان. في حالات نادرة، قد يحدث للأطفال الذين تصل أعمارهم إلى ثلاثة أشهر وأولئك بعمر ال 15عاماً. تتأثر الذكور بنسبة 50٪ كعدد أكبر من حدوث حالات الإصابة مقارنة بالإناث، وهنالك زيادة في انتشاره في فصل الخريف.

## تاريخياً
كلمة «الخانوق» تأتي من الفعل في اللغة الإنجليزية الحديثة المبكرة «خنق»، بمعنى «أن يبكي بصوت أجش». لقد تمت تسمية المرض به أولاً في اسكتلندا وشاع بين الناس في القرن الثامن عشر. الخانوق كان معروفا منذ زمن اليونان القديمة لهوميروس، غير أنه لم يتم التفريق بين الخانوق الفيروسي والخانوق المتسبب عن الدفتيريا حتى عام 1826، وكان ذلك من قبل برتونو. وكان الخانوق الفيروسي يسمى آنذاك "faux-croup" من قبل الفرنسيين، وغالباً ما يسمى بالخانوق الكاذب (false croup) باللغة الإنجليزية،  ذلك أن «الخانوق» أو «الخانوق الصحيح» كان حينها يشير في معظم الأحيان إلى المرض الناجم عن جرثومة الدفتيريا البكتيرية. الخانوق الكاذب كان معروفاً أيضاً بالخانوق الزائف والخانوق التشنجي. الخانوق الناجم عن الدفتيريا لقد أصبح غير معروف تقريباً في البلدان الغنية في العصر الحديث بسبب ظهور التحصين الفعال.

## وصلات خارجية
- خانوق الحنجرة مقال للدكتور عبير مبارك جريدة الشرق الأوسط